# André Dautheribes
André Dautheribes est un footballeur français né le 22 mars 1908 à Ceyras et mort le 17 décembre 1979 à Alès. Il était milieu de terrain.
Après une longue carrière en qualité de joueur puis d’entraîneur, il reste dans le milieu du football et ouvre le premier magasin de sport de la ville d'Alès, situé rue d'Avéjan.  